# Championnats de France d'athlétisme 1919 (FSAF)
Ne doit pas être confondu avec Championnats de France d'athlétisme 1919.
Navigation
Championnats 1918 Championnats 1920
Les Championnats de France d'athlétisme (FSAF) 1919 ont eu lieu le 10 août 1919 à Rennes.
Les représentants de la Ligue du Midi et de la Ligue du Centre ne se sont pas présentés.

## Palmarès

### Hommes
| Discipline                 | Athlète                     | Athlète        |
| -------------------------- | --------------------------- | -------------- |
| 100 m                      | Mathieu                     | 11 s 1         |
| 200 m                      | Mathieu                     | 24 s 9         |
| 400 m                      | Moulin                      | 56 s 0         |
| 800 m                      | Villette                    | 2 min 9 s 0    |
| 1 500 m                    | Breton                      | 4 min 25 s 5   |
| 5 000 m                    | Gaston Heuet                | 16 min 45 s 0  |
| 10 000 m                   | Lapaille                    | 28 min 33 s 40 |
| Saut en hauteur sans élan  | Jalet                       | 1,37 m         |
| Saut en hauteur            | André Labat                 | 1,77 m         |
| Saut à la perche           | Eugène Miaille              | 3,05 m         |
| Saut en longueur sans élan | Le Gall                     | 3,10 m         |
| Saut en longueur           | Jalet                       | 5,99 m         |
| Lancer du poids            | Scrabian                    | 10,50 m        |
| Lancer du disque           | Scrabian                    | 30,50 m        |
| Relais 4 × 1000 mètres     | Equipe de la Ligue de Paris | 36,83 m        |

## Source
- L'Ouest-Éclair, 11 et 13 août 1919